# Autopista Presidente Arturo Frondizi
La Autopista Presidente Arturo Frondizi (AV1 Sur), más conocida como la Autopista 9 de Julio o Autopista 9 de Julio Sur, es una de las autopistas que forman la red de autopistas urbanas de la ciudad de Buenos Aires, Argentina.
Proyectada originalmente en 1976 como parte del Plan de Autopistas Urbanas elaborado durante la intendencia de facto del brigadier Osvaldo Cacciatore, la AV1 comenzó su construcción recién a fines de la década de 1980. Fue puesta a cargo de la empresa estatal AUSA.
Partiendo de la intersección de las avenidas San Juan y 9 de Julio, es cruzada por la Autopista 25 de Mayo en un rulo que distribuye el tránsito hacia Avellaneda, La Plata, el Acceso Oeste y el Aeropuerto de Ezeiza. Luego bordea sobre un viaducto la Iglesia del Inmaculado Corazón, la Plaza Constitución y su estación ferroviaria y se coloca en un terraplén entre las calles Herrera y General Hornos, entre las que discurre hasta acercarse al Riachuelo. Allí fue aprovechada la estructura preexistente del Nuevo Puente Pueyrredón inaugurado en 1969, que distribuye el tránsito hacia las avenidas Mitre o Yrigoyen, importantes arterias de la zona sur, en el partido de Avellaneda, provincia de Buenos Aires.
Cuenta con accesos a las avenidas Caseros y Suárez y a las calles Brandsen, California y Río Cuarto.

## Denominación
El 6 de marzo de 2008 la Legislatura de la Ciudad de Buenos Aires le brindó su nombre actual, en homenaje al presidente radical Arturo Frondizi.

## Recorrido
A continuación, se presenta un mapa esquemático que resume los accesos de esta autopista, mostrando las calles paralelas Gral. Hornos/Irigoyen y Herrera/Lima en menor contraste.
|  |  | RM |

|  | STR+l | MWKRZu | CONTfq |  |

|  | STRl | ABZg+lr | CONTfq |  |

|  | WASSERq | RMoW2 | WASSERq |  |

|  |  | RM | exSTR+l | exCONTfq |

| exSTRq | exTEEa | RMIo4 + RMIo1 | exKRZ | exCONTfq |

| exSTRq | exKRZ | MWKRZo | exKRZ | exCONTfq |

| exCONTgq | exKRZ | RMIo3 | exKRZ | exSTRq |

|  | exSTR | RM | exSTR |  |

|  | eTEEaq | RMIo2 | exKRZ | exCONTfq |

|  | exSTR | RM | exSTR | SHOPPING |

| exCONTgq | exKRZ | RMIfo4 | exKRZ | exSTRq |

|  | exSTR | RM | exSTR | SHOPPING |

| exSTRq | exKRZ | RMIo3 | exKRZ | exCONTfq |

|  | exSTR | RM | exSTR |  |

| exCONTg | exSTR2 + exSTR2+l | exABZglr + RM | exABZg+r |  |

| exSTRl | exSTR+r | tSTR+4 + RM | exSTR |  |

| HOSPITAL | eTEEaq | tSTRr + MWKRZo | exABZgr+r |  |

| exSTRq | exKRZ | MWKRZo | eTEEeq | ARCH |

| exCONTgq | exKRZ | MWKRZo | exKRZ | exSTRq |

| exSTRq | exKRZ | MWKRZo | exKRZ | exCONTfq |

|  | exSTR | RM | exSTR | lNAT |

| RAq | SKRZ-Ahl | RMIcu | SKRZ-Ahr | RAq |

| exCONTgq | exKRZ | RMKRZ | exKRZ | exSTRq |

|  | exCONTf | RM | exKSTRe |  |